# Junonia sophia
Junonia sophia är en fjärilsart som beskrevs av Fabricius 1793. Junonia sophia ingår i släktet Junonia och familjen praktfjärilar. Inga underarter finns listade i Catalogue of Life.